# Mesevattnet
Mesevattnet är en sjö i Sollefteå kommun i Ångermanland och ingår i Ångermanälvens huvudavrinningsområde. Sjön har en area på 0,139 kvadratkilometer och ligger 202,1 meter över havet.

## Delavrinningsområde
Mesevattnet ingår i det delavrinningsområde (706562-154361) som SMHI kallar för Ovan Staversbäcken. Medelhöjden är 224 meter över havet och ytan är 34,43 kvadratkilometer. Räknas de 45 avrinningsområdena uppströms in blir den ackumulerade arean 512,25 kvadratkilometer. Röån som avvattnar avrinningsområdet har biflödesordning 2, vilket innebär att vattnet flödar genom totalt 2 vattendrag innan det når havet efter 116 kilometer. Avrinningsområdet består mestadels av skog (81 procent). Avrinningsområdet har 1,24 kvadratkilometer vattenytor vilket ger det en sjöprocent på 3,6 procent.